# Jim Hawkins (bande dessinée)
Jim Hawkins est une trilogie de bande dessinée française de Sébastien Vastra, adaptée du roman L'Île au trésor de Robert Louis Stevenson.
Adaptation anthropomorphique, son premier tome, sorti en 2015, est écoulé à plus de 10 000 exemplaires.

## Tomes
1. Le Testament de Flint, Roubaix, Ankama, 23 janvier 2015, 53 p. (ISBN 978-2-35910-532-2)
2. Sombres héros de la mer, Roubaix, Ankama, 2 février 2018, 55 p. (ISBN 978-2-35910-957-3)
3. À crocs et à sang, Roubaix, Ankama, 23 avril 2021, 74 p. (ISBN 1-0335-1144-7)

## Récompenses
Le premier album de la série, Le Testament de Flint, est récompensé de l'éléphant d'or du meilleur dessin lors du 39e Festival international de la bande dessinée de Chambéry.

## La carte au trésor
Dans le tome 1, Le testament de Flint, page 36, Livesay indique que la carte au trésor comporte un cryptogramme, dans lequel est caché un texte compréhensible.
Dans le tome 2, Sombres héros de la mer, page 11 et 12, Livesay mentionne le système de chiffrement polyalphabétique de Blaise de Vigenère, puis, page 28, Jim découvre, dans un rêve, que c'est l'année, la clef. 
Dans le tome 3, À crocs et à sang, on voit, en l'an 1745, le capitaine Flint composer le texte en clair et choisir l'année courante comme clé de chiffrement. À la page 19, Jim essaie plusieurs années et finit par casser le code de la carte au trésor.